# Ivan Kljaković Gašpić
Ivan Kljaković Gašpić (ur. 24 maja 1984 w Splicie) – chorwacki żeglarz sportowy, uczestnik igrzysk olimpijskich w 2016. 

## Igrzyska olimpijskie
Wziął udział w rywalizacji w żeglarstwie w klasie Finn podczas igrzysk w Rio de Janeiro. Uzyskał 89 punktów, co uplasowało go na 5. pozycji w końcowej klasyfikacji medalowej. 